# Opération policière du 18 novembre 2015 à Saint-Denis
Pour un article plus général, voir Attentats du 13 novembre 2015 en France.
L'opération policière du 18 novembre 2015 à Saint-Denis a lieu à la suite des attentats islamistes qui sont survenus cinq jours plus tôt à Paris ainsi qu'aux abords du Stade de France, et qui ont fait 130 morts et plusieurs centaines de blessés. Elle a pour but d'appréhender des membres de la cellule terroriste responsable de ces attaques repérés dans un appartement à Saint-Denis dans la banlieue parisienne.
L'opération se déroule à partir de 4 heures du matin dans le centre-ville de Saint-Denis. Elle est menée par le RAID épaulé par la BRI. L'assaut dure sept heures et après des tirs nourris (plus de 1 500 munitions côté policiers contre 11 côté retranchés), les trois terroristes sont tués, dont deux par l'activation de la ceinture d'explosif de Chakib Akrouh (perpétrateur de l'attaque des terrasses et cafés parisiens avec Brahim Abdeslam), qui meurt instantanément, tout comme Abdelhamid Abaaoud (considéré comme le commandant opérationnel des attentats du 13 novembre). Hasna Ait Boulahcen, la cousine d'Abaaoud, meurt asphyxiée sous les décombres.

## Contexte

### Attentats du 13 novembre 2015
Le 13 novembre 2015, une série de fusillades et d'attaques-suicides meurtrières perpétrées dans la soirée à Paris et dans sa périphérie par trois commandos distincts frappent la France. Les attentats du 13 novembre sont revendiqués par l'organisation terroriste État islamique. Une première attaque se produit à Saint-Denis, aux abords du Stade de France, où se joue un match amical de football France-Allemagne — auquel assiste François Hollande — et où trois terroristes se font exploser ; puis à Paris, dans plusieurs rues des 10e et 11e arrondissements, où trois individus mitraillent des terrasses de cafés et de restaurants. Deux d'entre eux prennent la fuite, le troisième se fait exploser ; enfin dans la salle de spectacle du Bataclan (également dans le 11e arrondissement), où 1 500 personnes assistent au concert du groupe de rock américain Eagles of Death Metal. Cette dernière attaque, perpétrée par trois autres djihadistes qui ouvrent le feu sur le public et qui se termine par un assaut des forces de l'ordre et la mort des terroristes, est la plus longue et la plus meurtrière.
Les attentats ont nécessité plusieurs semaines, voire plusieurs mois de préparation. Les auteurs proprement dits n'ont pu agir qu'avec l'aide d'un réseau de complices, lequel n'est en novembre 2015 que partiellement identifié par les services de police. La police estime à neuf le nombre des auteurs des attentats, répartis entre trois équipes de trois individus, auxquels il faut ajouter Salah Abdeslam, qui convoyait les kamikazes du Stade de France.

### Cibles de l'opération

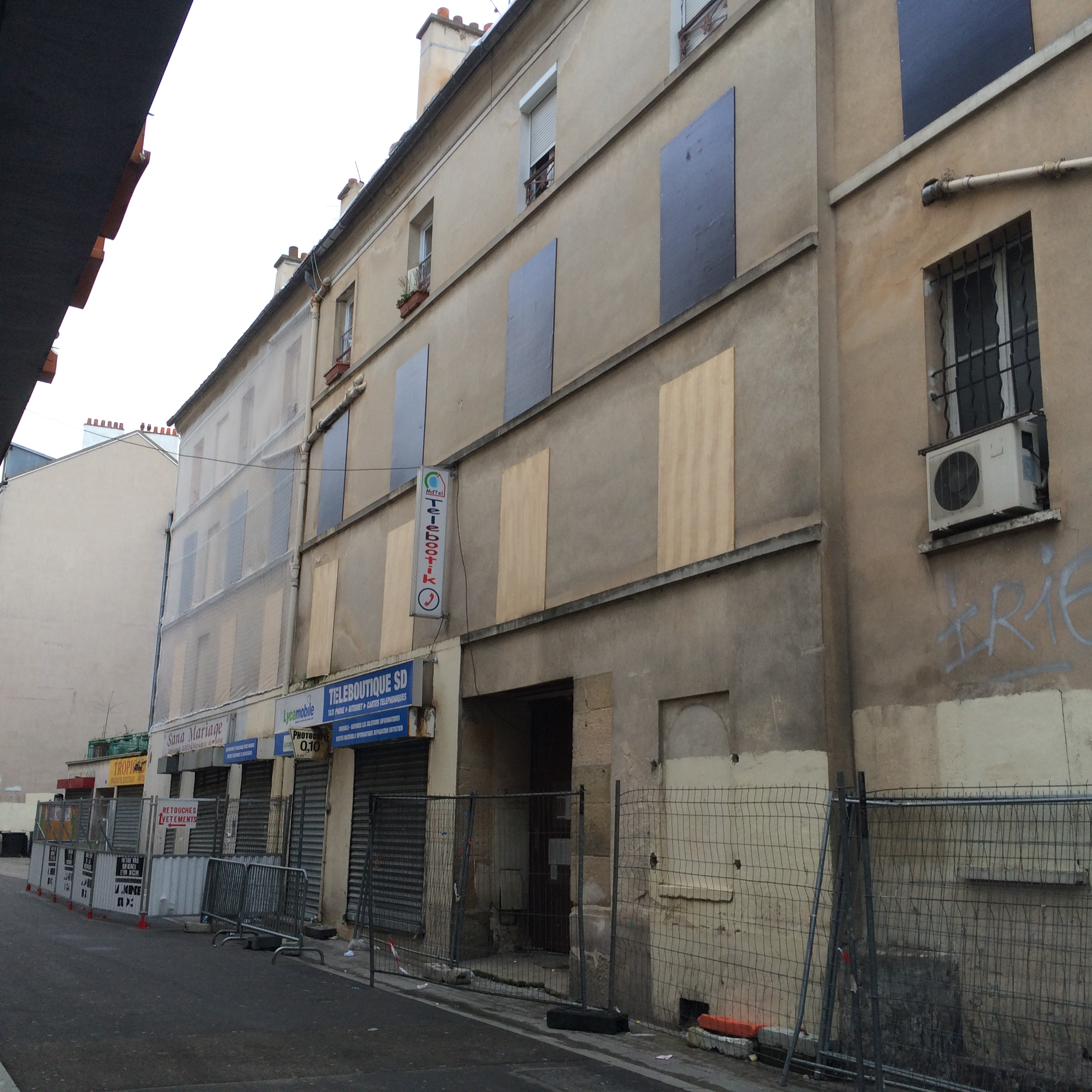
L'immeuble du 2, rue du Corbillon six mois après l'assaut.

Abdelhamid Abaaoud est la cible principale de cette opération. Né en 1987, c'est un petit délinquant belge originaire d'Anderlecht devenu une figure du jihadisme belge en raison notamment de son activité sur Facebook. En 2013, après s'être radicalisé, il rejoint l'État islamique en Syrie. Il est mis en cause dans la préparation de plusieurs attentats, celui du quadruple assassinat du Musée juif à Bruxelles commis par Mehdi Nemmouche en janvier 2014, des attentats déjoués à Verviers le 15 janvier 2015,, de l’affaire du Thalys, l’attaque prévue d’une église de Villejuif par Sid Ahmed Ghlam, ainsi que le projet d’attentat dans une salle de concert en août 2015. Identifié comme l'un des auteurs des fusillades sur les terrasses, il est aussi soupçonné d'en être le commanditaire opérationnel,,,. Alors qu'on le croyait en Syrie, il est révélé a posteriori qu'Abaaoud a été repéré par des caméras de surveillance à 22 h 14 le 13 novembre, à l'intérieur de la station de métro Croix de Chavaux, dans la commune de Montreuil, à 250 mètres de l'endroit où a été abandonnée la Seat noire ayant transporté le commando terroriste qui a mitraillé les terrasses de cafés et de restaurants de l'Est parisien. Par ailleurs, l'enquête révèle qu'il a manipulé une des trois kalachnikov retrouvées dans cette voiture,.
L'homme accompagnant Abaaoud est Chakib Akrouh, un Belgo-Marocain né en 1990, parti faire le djihad en Syrie en 2013 grâce au même réseau de recrutement qu'Abaaoud. Son identité reste inconnue jusqu'en janvier 2016. Son ADN est conforme à celui retrouvé sur une arme découverte dans la Seat abandonnée à Montreuil, les enquêteurs pensent donc qu'il s'agit du troisième auteur des fusillades des terrasses du 11e arrondissement. Hasna Aït Boulahcen est une Française de 26 ans, cousine d'Abaaoud. Surveillée par les autorités pour une affaire de trafic de stupéfiants, elle avait mené une vie plutôt agitée, connaissant des problèmes d'alcool, avant se convertir brusquement à l'islamisme radical, six mois environ avant les attentats.
Cinq mois après son décès, sa petite sœur se confie à la presse sur la personnalité d'Hasna Aït Boulahcen. Victimes de maltraitance, les sœurs ont été placées en famille d'accueil pendant quatre ans à l'âge de huit ans. Sportive, aimant rire, coquette, aimant sortir avec les garçons, elle commence à se voiler en 2014 et à chercher un mari. Après une première séparation, elle se met à porter le niqab « J'ai essayé de la raisonner. Elle avait aussi mis une photo de Ben Laden sur sa page Facebook. Je lui ai dit : « Les gens vont croire que tu es une terroriste ». » Fascinée par son cousin aperçu à la télévision, sa sœur l'estime « victime de notre cousin. Elle a été contrainte de lui trouver cet appartement à Saint-Denis. Abaaoud l'avait menacée de tuer d'autres personnes si elle ne faisait pas ce qu'il voulait. Aujourd'hui, les gens ne savent pas qui elle était réellement. Hasna était trop gentille, trop naïve, trop influençable ».

## Repérage
Le procureur de la République de Paris, François Molins, a déclaré qu'un témoignage au numéro « 197 alerte attentat » est recueilli le 16 novembre 2015 et fait état de la présence d'Abaaoud à Saint-Denis. La police aurait été avertie par les services secrets marocains de la présence de l'individu recherché en France,. En septembre 2016, le Bureau central d'investigation judiciaire, chargé de la lutte contre le terrorisme au Maroc, revendique de nouveau un rôle déterminant dans la traque d'Abaaoud. Sur la recommandation de ces services, l'attention se focalise sur Hasna Aït Boulhacen, présentée comme la cousine d'Abdelhamid Abaaoud. Placée sur écoute, elle va permettre de localiser la planque du commando. Des vérifications téléphoniques et bancaires auraient ensuite permis de recouper ce renseignement initial.
Après les attentats du 13 novembre, Abdelhamid Abaaoud se terre sur un talus végétalisé situé en contrebas de l'A86 dans une zone d'entrepôts à Aubervilliers. Hasna Aït Boulahcen a une vingtaine de contacts SMS et téléphoniques avec son frère Youssef Aït-Boulhacen qui lui fait savoir qu'il ne peut héberger son cousin, ce qui l'amène à se tourner vers Mohamed Soumah et Jawad Bendaoud.
Les enquêteurs sont mis sur la piste de cette planque le 16 novembre. Le lendemain ils placent à proximité de la cachette une caméra et guettent les allées et venues autour du talus. Ce jour-là, Hasna Aït Boulahcen reçoit un virement Western Union de 750 € envoyé vers 18 h par un homme connu sous une fausse identité, Samir Bouzid, contrôlé en septembre 2015 à la frontière austro-hongroise en compagnie de Salah Abdeslam. À 20 h 10 les enquêteurs aperçoivent une jeune femme, qui se révélera être Hasna Aït Boulahcen, s'approcher des fourrés, un portable à l'oreille. Une minute plus tard Chakib Akrouh apparaît puis à 20 h 13, les policiers reconnaissent Abaaoud émergeant des bosquets. Les données de son téléphone et des reliefs de nourriture permettent d'établir que les deux hommes s'y sont cachés quelques heures après les attentats et y sont restés quatre jours et trois nuits. L'équipe chargée de la filature décide de ne pas intervenir directement car Abaaoud porte un gilet fermé, ce qui laisse craindre qu'il soit équipé d'une ceinture explosive. Le trio monte dans un taxi, qui est suivi par la police et dépose Abaaoud et ses complices rue du Corbillon à Saint-Denis. Des caméras de vidéo surveillance montrent à 22 h 14 Abaaoud franchissant l'entrée de l'immeuble qui constituera sa dernière planque. Proche du Stade de France, du Nord de Paris et des grands axes autoroutiers, Saint-Denis abrite des marchés où se trouvent de nombreux petits commerçants et des vendeurs à la sauvette parmi lesquels il est facile de se dissimuler.
Le témoin ayant permis la localisation d'Abaaoud voit son existence révélée une première fois en novembre 2015 par la diffusion d’extraits de son audition par Valeurs actuelles, mais l'information n'est pas reprise par d'autres organes de presse, le parquet de Paris ayant alors ouvert une enquête préliminaire contre l'hebdomadaire le 27 novembre. « Sonia » est interrogée sous le pseudonyme de Sonia par la chaîne de télévision BFM TV le 4 février 2016. Après son appel au numéro « 197 alerte attentat », elle est entendue dans les locaux de la sous-direction anti-terroriste (SDAT) où elle déclare que son amie Hasna Aït Boulahcen a reçu la veille un appel de Belgique lui demandant d’aider un « frère », puis qu'elle s'est rendue avec elle le soir-même à la cache d'Abdelhamid Abaaoud à Aubervilliers, où il demande à sa cousine de l’aider à trouver un hébergement pour préparer de nouvelles attaques. Échangeant avec Abaaoud qu’elle pensait en Syrie, elle lui demande comment il a rejoint la France. Il explique être rentré « sans documents officiels », accompagné de « Syriens, d’Irakiens, de Français, d’Allemands, d’Anglais » prétendant être rentrés à quatre-vingt-dix et être « partout en Île-de-France ». Selon les propos de « Sonia » aux enquêteurs, Abaaoud lui aurait confié ses nouveaux projets d’attentats, à savoir le centre commercial et le commissariat de la Défense, auxquels elle ajoutera lors de ses déclarations publiques de février 2016 « une crèche ». Le témoignage de Sonia permet de localiser les terroristes et rend possible l'intervention policière qui s'ensuit rue du Corbillon.

## Déroulement de l'opération
Le déroulement exact de l'assaut a donné lieu à des versions officielles contradictoires et comporte encore des zones d'ombre. En effet, le procureur de la République de Paris a initialement affirmé que les forces de l'ordre avaient essuyé des tirs nourris à la kalachnikov pendant plusieurs heures alors que sur les 1 576 cartouches tirées, seuls 11 coups de feu émanaient des terroristes. Fin décembre 2015, aucune version complète officielle n'existe.
Sous la supervision du RAID dirigé par Jean-Michel Fauvergue, l'opération policière est lancée à 4 h 16 sur deux objectifs : un appartement boulevard Carnot où sont interpellés sans difficultés deux individus, et un second dans le centre de Saint-Denis, rue du Corbillon,. C'est l'assaut contre ce dernier objectif qui va principalement mobiliser les effectifs policiers.
L'opération de la rue du Corbillon est menée conjointement par la sous-direction anti-terroriste et 70 hommes du RAID, assistés par la BRI, pour un total de 110 hommes.

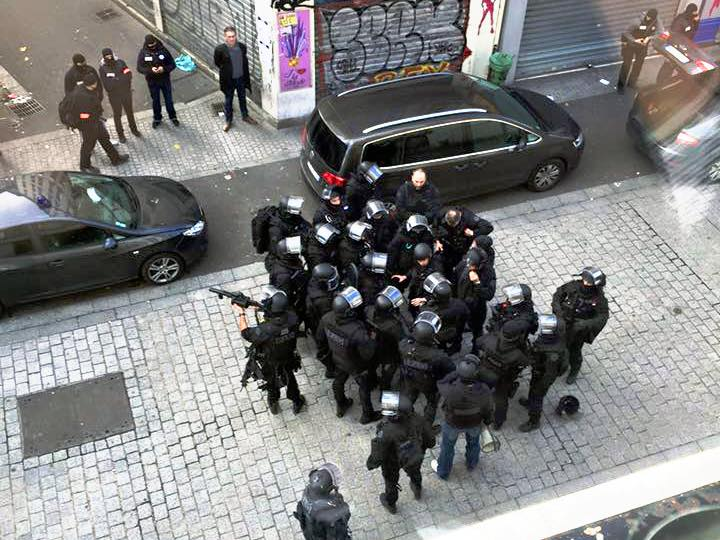
Des forces de police rue de la République à Saint-Denis.

Pendant l'offensive, un rayon de sécurité de 500 m est établi, alors que les riverains dans ce rayon sont invités à rester confinés à leur domicile. Les transports en commun sont perturbés par l’assaut. La circulation de la ligne 13 du métro est limitée à Carrefour Pleyel, le tram T1 à Six-Routes et le tram T8 à Delaunay-Belleville. Le tram T5 et une vingtaine de lignes de bus ne sont pas desservies. De nombreux commerces et bâtiments publics restent fermés pendant l'opération (crèches, écoles, etc.).
Plusieurs suspects sont retranchés au troisième étage d'un appartement dit « conspiratif », protégé par une porte (qui sera ensuite supposée blindée) qui résiste aux charges d'explosif placées par les policiers, dans un immeuble ancien situé rue du Corbillon, non loin de l'intersection de celle-ci avec la rue de la République. La résistance de la porte empêche l'effet de surprise de l'intervention et les échanges de tirs vont alors commencer. Les forces de l'ordre installent rapidement un porte-bouclier sur une structure à roulettes qui ressemble à un bouclier sarcophage.
Trois personnes, dont l'une est blessée au bras, sortent sur le palier et sont interpellées par le RAID vers 4 h 45. Vers 7 h, l'armée a déployé deux compagnies d'une cinquantaine d'hommes pour un total d'une centaine d'hommes,. Une fois le calme revenu, les forces de l'ordre envoient un chien policier d'attaque de race berger malinois, femelle âgée de sept ans et nommée Diesel, qui est abattue par les terroristes,. Les autorités signalent aux médias, peu avant 7 h, la présence d'Abdelhamid Abaaoud dans l'appartement.
Vers 7 h 30, un terroriste est annoncé touché par l'un des six tireurs d'élite du RAID situés sur les immeubles aux alentours, information contredite plus tard par les rapports d'autopsie. Hasna Aït Boulahcen est tuée lors de l'assaut lorsqu’un homme kamikaze se fait exploser. L'onde de choc de l'explosion fait plier les murs porteurs de l'appartement. Deux personnes tentent de fuir avant d'être interpellées à proximité de l'appartement puis déshabillées, deux autres sont retrouvées « alors qu'elles essayaient de se cacher dans les gravats » et trois autres sont arrêtées dans l'appartement. Cinq policiers du RAID sont blessés lors de l'opération.
Vers 7 h 50, Christiane Taubira, garde des Sceaux, affirme par erreur que l'opération est en train de se terminer. En effet, un troisième homme au moins reste retranché dans l'appartement où se trouvaient les terroristes. Vers 9 h, les policiers croient essuyer des tirs de kalachnikov, mais la seule arme retrouvée sur les lieux est un pistolet 9 mm. L'envoi d'un drone pour tenter de regarder à travers les fenêtres n'est pas concluant, alors que des robots caméras sont entravés par les débris. Les forces de l'ordre vont alors jeter une vingtaine de grenades assourdissantes de 40 mm, qui contiennent 40 g d'explosif, afin de sidérer les terroristes et ainsi pouvoir progresser dans l'appartement.
L'assaut est déclaré terminé à 11 h 26, durant lequel les forces de l'ordre auraient tiré plus de 5 000 munitions,. Le rapport du RAID recense plus de 1 500 étuis percutés et 4 étuis percutés de grenade. Le rapport d'autopsie révèle que c'est la ceinture de Chakib Akrouh, qui s'est déclenchée. L'explosion a entraîné la mort d'Abaaoud par « un effet de blast et de polycriblage notamment par éléments métalliques (boulons) », son corps ne présentant pas de trace de blessure par balle. Hasna Aït Boulahcen est morte, quant à elle, asphyxiée sous les décombres de l'immeuble.

### Rapport de la DGSI analysé par les médias
Selon Mediapart, qui s'appuie sur des procès-verbaux et un rapport rédigé par la DGSI et la SDAT, les djihadistes n'ont tiré que onze balles, contre 1 536 pour le RAID — 1 576 munitions ont été « retrouvées dans les parties communes de l’immeuble » — et « la plupart des coups de feu essuyés par les policiers » auraient été « le fait de leurs propres collègues »,,. Les journalistes fustigent « une manipulation des médias visant à faire passer une opération mal menée pour un franc succès ».
Le Monde qui décrit « une opération qui s’est déroulée avec une rare violence et dans une extrême confusion » précise que seul un pistolet Browning semi-automatique a été retrouvé dans les décombres de l'appartement contrairement à ce qu'avait dit le RAID qui parlait d’utilisation d'armes de guerre. Ce fait, ainsi que les questions sur l'absence de fonctionnement des explosifs déclenchés pour ouvrir la porte de l'appartement et les dialogues avec Hasna Aït Boulahcen affirmant vouloir sortir ne figurent pas dans le rapport du RAID remis aux magistrats antiterroristes.
Le Point constate que selon les conclusions de la police scientifique, « il semblerait surtout que les policiers ont pris pour des tirs ennemis, des balles qui venaient en fait de leurs propres rangs » ce qui expliquerait des descriptions de tirs nourris des terroristes selon les policiers. Mediapart est surpris que des impacts sur un bouclier pare-balle ont été « meulés » ou « limés » avant le 23 novembre, « afin d'éviter des blessures au personnel manipulant habituellement ledit matériel » selon le RAID, mais peut être pour camoufler des impacts pour Le Point. « Si dix-sept impacts sont recensés, selon le décompte effectué par Mediapart, sur l'avant et peuvent donc, a priori, être attribués à des tirs effectués par les terroristes, au moins quarante autres impacts figurent à l'intérieur des équipements de protection. La plupart des coups de feu essuyés par les policiers ont donc été le fait de leurs propres collègues… ». Aucun terroriste n'a été tué ni peut être même touché par les forces de l'ordre, deux ayant été tués par la ceinture d'explosif activée par l'un d'entre eux, la troisième étant morte asphyxiée sous les décombres. Le chien du RAID pourrait avoir été « abattu involontairement par la police ».
Selon Intelligence Online, l'Académie du FBI basée à Quantico considère l'assaut de Saint-Denis comme un exemple à ne pas suivre.

## Enquête
Le texte peut changer fréquemment, n’est peut-être pas à jour et peut manquer de recul. 
Le titre et la description de l'acte concerné reposent sur la qualification juridique retenue lors de la rédaction de l'article et peuvent évoluer en même temps que celle-ci.

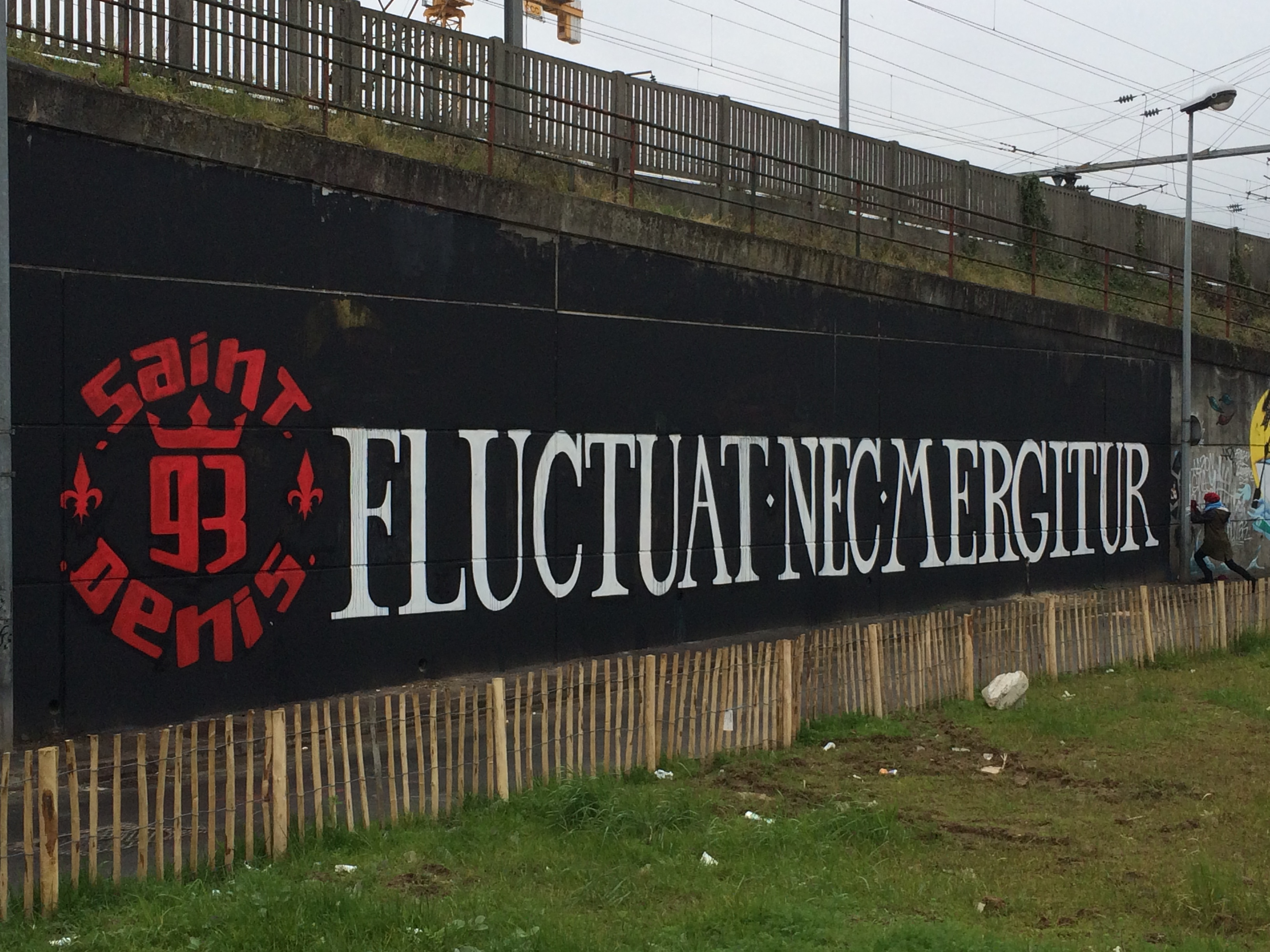
Fresque Fluctuat nec mergitur et Saint-Denis 93 réalisée aux abords de la gare de Saint-Denis.

Le lendemain de l'assaut, le corps d'Abdelhamid Abaaoud est identifié parmi les terroristes tués,. Le 20 novembre, le parquet confirme que l'opération a fait trois morts et que le corps de la femme retrouvé dans l'appartement est bien celui de Hasna Aït Boulahcen, cousine d'Abdelhamid Abaaoud.
Sept personnes sont interpellées : trois se trouvant dans l’appartement, deux cachées dans les gravats et deux autres hors de l'appartement, dont Jawad Bendaoud, un repris de justice qui logeait les terroristes rue du Corbillon. Toutes les autres personnes interpellées sont rapidement relâchées : il s'avère qu'ils étaient notamment des étrangers en situation irrégulière locataires ou squatteurs dans l'immeuble, mais aussi des familles de salariés mal logés.
Les déclarations officielles soulignent dans un premier temps que les terroristes ont opposé une « résistance acharnée » aux forces de l'ordre, il est ensuite avéré qu'ils ne disposaient que d'un seul pistolet semi-automatique Browning (sur lequel la police retrouve une empreinte d’Abaaoud) sans chargeur mais avec une munition,.
D’après le procureur français chargé de l’enquête, Abaaoud et l’homme retrouvé à ses côtés à Saint-Denis auraient projeté « de se faire exploser le mercredi 18 ou le jeudi 19 novembre à La Défense ».
La police perquisitionne le 19 novembre le domicile de Hasna Aït Boulahcen situé chez sa mère à Aulnay-sous-Bois, mais cet appartement a déjà été « nettoyé » la veille par un mystérieux groupe d'une dizaine de personnes venues dans trois voitures immatriculées en Belgique,.
Le parquet de Paris révèle le 14 janvier 2016 le nom du kamikaze de Saint-Denis, Chakib Akrouh, dont l'identité restait inconnue jusqu'alors. Les enquêteurs parviennent à déterminer son identité en comparant son ADN à celui de sa mère.

### Jawad Bendaoud
Jawad Bendaoud, franco-marocain, est né dans une famille modeste de cinq enfants boulevard Carnot à Saint-Denis, à l'angle de la rue du Corbillon. En 2008, alors âgé de 22 ans, il est condamné à huit ans de prison pour avoir tué en 2006 son meilleur ami d'un coup de tranchoir dans le thorax, déjà rue du Corbillon. Libéré pour bonne conduite dès 2013, il est de nouveau condamné à des peines de prison pour différents trafics en 2014 et 2015. Avant novembre 2015, il cumule treize condamnations pour des motifs tels que infraction à la législation sur les stupéfiants, détention d'armes aggravée en réunion, faux et usage de faux, conduite en état d'ivresse, violences conjugales ou encore violences aggravées en réunion. Au moment des attentats, il travaille pour des « marchands de sommeil » qui louent illégalement des appartements : son rôle consiste à sélectionner les locataires et à récupérer les loyers.
Après l'intervention policière, il est brièvement interviewé dans une rue avoisinante par un journaliste de la chaîne BFM TV. Interrogé en direct, il répond : « J’étais pas au courant que c’était des terroristes (…) On m’a demandé de rendre service, j’ai rendu service, monsieur. On m’a demandé d’héberger deux personnes pendant trois jours, j’ai rendu service tout simplement. Je ne sais pas d’où ils viennent, on est au courant de rien, monsieur ». Il déclare également à une journaliste de l'AFP que ses « locataires » avaient juste demandé « de l’eau et un endroit où faire la prière ». Il est emmené quelques instants plus tard par les policiers. Ses propos aux journalistes, dont l'apparente naïveté contraste avec la gravité des événements, suscitent de très nombreuses moqueries sur les réseaux sociaux,. Surnommé le « logeur de Daech », il devient même, dans les jours qui suivent, un véritable phénomène Internet, jusqu'à faire figure de « bouffon » servant d'exutoire à une opinion publique choquée.
Après six jours de garde à vue, il est incarcéré à la maison d'arrêt de Villepinte. Des riverains le présentent comme quelqu'un de « pas du tout radical. Il danse, il a rien à avoir avec ça. C'est un mec sexe, drogue, alcool. Il sait même pas où c'est, la mosquée » mais son rôle reste très trouble : il pourrait être poursuivi pour « recel de malfaiteurs » (une infraction moins grave que des faits de terrorisme), mais ses empreintes ont été toutefois retrouvées sur un gilet explosif ainsi que sur un rouleau de scotch orange et un morceau de scotch gris qui ont servi aux terroristes de la rue du Corbillon. Il est déféré devant la justice le 24 novembre, puis incarcéré.
Jugé en juin 2017 pour outrages et menaces proférés en janvier 2017 contre des policiers, il est condamné à six mois de prison avec sursis assortis d’une mise à l’épreuve de deux ans. Il est jugé à partir du 24 janvier 2018 pour l'hébergement des terroristes, en même temps que deux autres prévenus : Mohamed Soumah, son complice habituel, accusé d'avoir joué un rôle d'intermédiaire, et Youssef Aït Boulahcen, frère d'Hasna Aït Boulahcen, accusé de non-dénonciation.
Le 29 mars 2019, Jawad Bendaoud est condamné à quatre ans d'emprisonnement par la cour d'appel de Paris.

### Témoignage de «Sonia»
Après le témoignage de la personne dite « Sonia » permettant de localiser Abaaoud, la jeune femme est exfiltrée et relogée dans plusieurs hôtels successifs. Son nom apparaît dans toute la procédure judiciaire et se trouve donc consultable par l’ensemble des parties civiles, ce qui met sa sécurité en péril, les terroristes étant susceptibles de la rechercher par vengeance. Ainsi, un policier de la SDAT aurait évoqué le vrai nom de Sonia au cours de l’interrogatoire de Jawad Bendaoud et un policier antiterroriste affirme anonymement qu'elle était recherchée par les frères d’Hasna Aït Boulahcen. Déjà, peu avant son signalement, Hasna lui avait confié qu'Abaaoud se méfiait d'elle : « Il voulait que je te tue, il dit que la France s'est trop imprégnée en toi ». Peu après la diffusion de ce témoignage, le parquet de Paris annonce l’ouverture d’une enquête pour « violation du secret de l'instruction, recel de violation du secret de l’instruction et mise en danger de la vie d’autrui » contre RMC, BFM TV et l'hebdomadaire Le Point dont les informations sont reprises par l'ensemble de la presse.
Pourtant le 18 novembre, jour de l'intervention du RAID, elle était encore considérée comme suspecte et interpellée. Puis, le lendemain, elle est placée en garde à vue par la DGSI. Sur l'antenne de BFM TV et de RMC, elle déclare : « On ne peut même pas dire que ma vie n’est plus du tout la même, je n’ai plus de vie. Je n’ai plus de vie sociale, je n’ai plus de travail, je n’ai plus d’amis, je n’ai plus de famille. On m’a coupée du reste du monde (…) On se sent menacé, on se sent abandonné ». Sans ressource, Sonia, qui souhaiterait notamment un soutien financier, affirme n’avoir « rien » obtenu de la part des autorités. Selon elle, sans soutien financier de l’État, elle ne peut au moment de ses déclarations bénéficier d'une nouvelle identité, cette faculté étant réservée depuis un décret du 17 mars 2014 aux criminels repentis et à leur famille, excluant ainsi les témoins. La législation française ne disposait en 2015 d'aucun équivalent à l’Organized Crime Control Act (en) américain de 1970 qui confère la faculté à un témoin protégé, ainsi qu’à sa famille, de changer de lieu de résidence et d’adopter des identités d’emprunt intégrales. Au printemps 2016, dans le cadre du projet de loi de lutte contre le crime organisé, le gouvernement introduit par l’article 6 la création d'un statut de protection pour tous ceux révélant des informations hautement sensibles,. Les personnes contribuant à l’arrestation d’auteurs d’un crime ou de délit grave, ainsi que le cas échéant leurs conjoints et enfants, pourraient se voir délivrer une identité d’emprunt, bénéficier d’une aide financière pour refaire leur vie ailleurs et, si besoin, d’une protection policière rapprochée. Les mesures nécessaires seront examinées par une commission spécifique, composée de magistrats, de représentants du ministère de l’Intérieur et du budget.
Dans le livre Témoin (Robert Laffont) que lui consacre la journaliste de RMC Claire Andrieux en novembre 2016, le procureur François Molins dit à Sonia : « Vous avez permis de sauver des vies. Ce que vous avez fait, personne ne l'a jamais fait ». Sonia a dû renoncer à son métier, son adresse, et même changer d'identité. Elle a reçu une indemnité financière, mais attendait toujours un an après les faits le statut de témoin protégé.

## Répercussions

### Réactions sur les réseaux sociaux

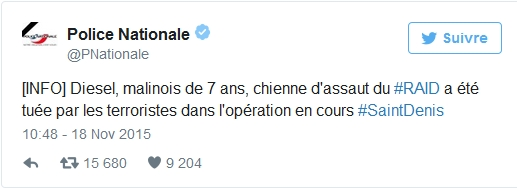
Tweet de la Police nationale française annonçant la mort de Diesel.

Les déclarations de Jawad Bendaoud à BFM TV, en contraste avec la gravité des événements, fait l’objet de nombreuses parodies sur les réseaux sociaux et une « soirée pyjama chez Jawad » est même organisée virtuellement sur Facebook,.
La mort de la chienne Diesel, a suscité une certaine émotion, se traduisant notamment par la création d'un hashtag #JeSuisChien. Diesel est décorée de la médaille Dickin.

### Répercussions internationales
La ville de Bruxelles est mise en état d'alerte maximum le 21 novembre 2015 à la suite d'une menace terroriste qui émanerait, selon Le Monde, de l'entourage flamand d'Hasna Aït Boulahcen.
La Russie offre à la France un chiot berger allemand nommé Dobrynia en l'honneur d'un chevalier légendaire de la Russie médiévale, Dobrynia Nikititch, héros du folklore de ce pays « réputé pour sa force, sa bonté et son courage » « en signe de solidarité avec le peuple et la police française » et pour « remplacer la chienne de la police Diesel, tuée lors de l'opération ».

### Habitants sinistrés
Les dégâts sur le bâtiment de la rue de la République étant très importants, ses occupants sont relogés par l'État en hôtels. Les 90 sinistrés réclament un relogement pérenne en habitat social, ainsi que la régularisation des 24 personnes en situation irrégulière (ce qui est mi-mars 2016 le cas de huit d'entre eux). Le DAL réclame « la reconnaissance du statut de victime d'attentat [qui] continue d'être dénié aux habitants du 48, pourtant victimes direct[es] d'un acte d'attentat ». Blessé par un tireur d’élite du RAID, un Égyptien de 26 ans vivant dans un appartement mitoyen des terroristes est régularisé seulement fin avril 2016.
Contrairement aux victimes du Bataclan, les sinistrés de Saint-Denis ne peuvent pas être considérés juridiquement comme victimes d'actes de terrorisme car leur préjudice est dû à l'intervention des forces de l'ordre. Cependant, la préfète déléguée pour l'égalité des chances confirme la responsabilité de l'État, prenant appui sur le cas de l'assaut du Raid contre Mohamed Merah, en mars 2012 à Toulouse. Le bureau du statut et de la déontologie du Ministère de la Justice doit examiner les situations et proposer un montant pour les indemnisations matérielles, corporelles et psychologiques, la préfète promettant que « ce ne sera pas une indemnisation au rabais ».
Une grande partie des habitants ont été relogés et pour ceux en situation irrégulière leur situation administrative révisée. Selon la préfète déléguée à l'égalité des chances de Seine-Saint-Denis Fadela Benrabia qui les a reçues en septembre 2016, « toutes les familles présentes avaient soit une solution en hébergement, à l’hôtel ou dans une structure d’hébergement, soit elles étaient relogées (…) Les personnes qui n’ont pas de logement aujourd’hui, c’est parce qu’elles n’ont pas de ressources, pas de travail. [Or,] il faut pouvoir payer un loyer sinon vous créez des expulsables ». Elle propose un dispositif d’accompagnement d’accès au travail pour aider les personnes sans ressources à accéder au logement social et d'activer la qualification de « responsabilité sans faute de l’État » pour permettre leur indemnisation.
L'État refuse d'accorder aux sinistrés le statut de « victimes du terrorisme » demandé par la Mairie, mais les reconnaît comme « victimes d’une opération de police judiciaire », ouvrant le droit à dispositif d’indemnisation qui prend en compte les préjudices matériels et moraux, ce qui est pour la préfète « une manière de reconnaître qu’ils ont été victimes collatérales de l’intervention des forces de l’ordre et de bénéficier de la prise en compte du drame qu’ils ont vécu ». Chacun doit recevoir une indemnisation pour ses biens perdus et une somme forfaitaire pour préjudice moral. En novembre 2016, une vingtaine de ménages a accepté ces indemnisations forfaitaires non encore versées car dans l'attente d'expertises. Le collectif souhaite néanmoins saisir le Fonds de garantie des victimes d’actes de terrorisme (FGTI) pour un traitement « sur un pied d’égalité avec les autres victimes des attentats ». la Préfecture annonce le 17 novembre 2016 que les sinistrés pourront bénéficier d'un suivi psychologique de longue durée pris en charge par l'Agence régionale de santé.

### Inhumations
Les parents d'Hasna Aït Boulahcen, qui vivent en France, ont souhaité que la dépouille de leur fille soit inhumée au Maroc, mais ce pays ne donne pas suite à cette demande. Aussi, en mars 2016, la famille décide de l'inhumer au carré musulman du cimetière de Tremblay-en-France.

## Procès des complices d'Abdelhamid Abaaoud
Le 29 mars 2019, Jawad Bendaoud est condamné à quatre ans de prison ferme par la cour d'appel de Paris. La cour estime qu'il n'est pas crédible que Jawad Bendaoud « alors que la France était en proie au pire attentat de son histoire contemporaine (…) se soit abstenu de voir les informations du samedi 14 au mardi 17 [novembre] et n’ait pas vu (…) les photographies d’Abdelhamid Abaaoud présenté comme l’organisateur des attentats ». Le coaccusé Youssef Aït Boulahcen est condamné à quatre ans de prison ferme.
Durant le procès en première instance tenu en janvier-février 2018, il n'avait pas été montré que Jawad Bendaoud avait conscience de proposer un hébergement à des terroristes, ce qui lui avait valu la relaxe alors que le frère d'Hasna Aït Boulahcen était condamné pour non-dénonciation de crime à quatre ans dont une année avec sursis en première instance le 14 février 2018.

## Cinéma
L'opération policière du 18 novembre 2015 est mise en scène dans le film Novembre de Cédric Jimenez sorti en 2022.